# MSC Musica
O MSC Musica é o primeiro navio de cruzeiro da Classe Musica que foi construído em 2006 e operado pela MSC Crociere. A embarcação tem 1.268 cabines de passageiros, que podem acomodar 2.536 passageiros de ocupação dupla, servidos por aproximadamente 990 tripulantes.
65% de suas cabines de passageiros tem uma varanda com mais 14% de ter uma janela. Cabines internas constituem 21% no total. A maioria das cabines tem uma ou duas beliches suspensos extras, para sua capacidade de passageiros máxima real que é consideravelmente maior do que 2536. Esses são utilizados para cumprir a política da MSC "as crianças vão livre", e dependendo do itinerário e da época do ano, o navio pode ser ocupado com as crianças. Existem apenas 18 suítes, todos localizados no convés 15.
Os itinerários do MSC Musica normalmente são ao redor da Europa e América do Sul. Tendo feito algumas temporadas no Norte europeu. Atualmente seus roteiros mais usuais cobrem os portos do Mediterrâneo. Como Malta, Espanha, Croácia, Itália, Grécia e Montenegro, entre outros. E os portos do Oceano Atlântico, incluindo  Brasil, Argentina, Uruguai, Portugal, Cabo Verde, etc. Atualmente o navio faz parte da frota que atravessa do Mediterrâneo para a América do Sul no final do verão europeu e retorna ao Mediterrâneo quando já é primavera por lá. Em outubro de 2018 teve sede em Durban e juntamente com outros na navios da empresa, como o MSC Orchestra, teve destino às Ilhas Mauricius, Moçambique, Reunião e África do Sul. bem como, outros países do continente africano.